# Раковина
Раковина е черупка, в която живеят раци, охлюви и подобни на тях животни. Тя е рогово образувание, което покрива тялото на някои безгръбначни. От раковини се изработват риболовни принадлежности, бижутерия, музикални инструменти и съдове. Художниците от Ренесанса рисуват в картините си огромни раковини. Типичен пример за това е картината на Сандро Ботичели „Раждането на Венера“.
Разделът от зоологията, който изучава раковините, се нарича конхология.